# Sinibaldo de Mas
Sinibaldo de Mas y Sanz (Barcelona, 4 de septiembre de 1809-Madrid, 24 de noviembre de 1868) fue un sinólogo, pintor, calígrafo, escritor, embajador, aventurero e intelectual iberista español, y uno de los pioneros de la fotografía.

## Biografía
Nació en Barcelona el 4 de septiembre de 1809. Discípulo de Pablo Alabern en Barcelona, presentó a las Cortes en 1821 unas pruebas prácticas de caligrafía. Estudió idiomas, de los que llegó a conocer unos veinte, así como física. Tradujo la Eneida de Virgilio en hexámetros castellanos. Fue un buen pintor; se conservan sus retratos de Manuel de Cabanyes y de Joaquín Roca y Cornet, realizados hacia 1830. En 1831 publicó en Barcelona Veinticuatro poemas líricos y Aristodemo, una tragedia en verso en la que intentó ejercer un interesante y peculiar sistema de métrica, que describió en su ensayo Sistema musical de la lengua castellana (Barcelona, 1832). También inventó un idioma universal. Protegido por Gaspar Remisa, colaboró en El Vapor hasta mediados de 1834. Recomendado por Félix Torres Amat obtuvo la protección de Cea Bermúdez, Francisco Martínez de la Rosa y Javier de Burgos para que se le nombrara traductor encargado de viajar por el Oriente con comisión de recoger noticias y documentos literarios y estadísticos, de política, comercio y de todo género que pudieran importar a los intereses y glorias nacionales. Su aventura viajera, iniciada en 1834, le llevó de Marsella a Constantinopla, donde contrajo amistad con el ilustrado orientalista López de Córdoba, y hasta 1838 en que llegó a Calcuta, pasó por el Líbano, Palestina, Egipto, Arabia y Persia. En Bengala hizo algunos de los primeros daguerrotipos conocidos de la región. Como su paga tardaba en llegar, se instaló en Manila, viviendo de su habilidad como retratista y de la caridad del padre Manuel Bueno, que le tuvo hospedado en su celda cinco meses. A su vuelta a Madrid en 1842 publicó Informe sobre el estado de las islas Filipinas, primero en edición confidencial en 1842 y luego en edición pública, en 1843; como defendía la independencia del archipiélago, él mismo censuró la parte que no le gustó al gobierno.[cita requerida] Establecido en Macao en 1844, publicó L'Ideographie, 1844, y en Manila su Pot-pourri literario (1845), dedicado a Torres Amat. Colaboró en El Renacimiento de Madrid (1847). En ese mismo año fue designado como primer embajador español en China; había llegado a ella por vez primera cuando tenía 34 años. Obtuvo la representación y sede diplomática en Pekín cuando sólo Francia, Gran Bretaña y EE. UU. habían conseguido la acreditación del emperador manchú, muy reacio a la penetración occidental, y su amigo José de Aguilar, quien llegaría a ser también un gran sinólogo, obtuvo el consulado de Hong Kong en 1848 con residencia en Macao. A raíz de enfrentamientos con el Ministerio de Estado, Mas abandonó el cuerpo diplomático español en China. Pero su conocimiento de los asuntos macanenses y la recomendación de Robert Hart (director general de las Aduanas Imperiales) motivaron que el Príncipe Gong, jefe del Zongli yamen (Oficina para los Asuntos Extranjeros) le confiara a Mas la negociación con las autoridades portuguesas de la compra de Macao, tal y como acreditan sus credenciales oficiales o guoshu. La operación secreta, conocida como “Emily mission”, se frustró por el fallecimiento de Mas.
Vuelto a Madrid en 1851, entre sus obras de ensayo político destaca, al calor del movimiento pro "Unión Ibérica", La Iberia. Memoria sobre la conveniencia de la unión pacífica y legal de Portugal y España. Esta obra fue publicada por primera vez en Lisboa en 1851; Latino Coelho la tradujo al portugués en 1852. Fue muy reimpresa tanto en esta misma ciudad como en Madrid. La obra intentaba, según Rocamora, demostrar «las ventajas políticas, económicas y sociales de la unión de las dos monarquías peninsulares en una sola nación». Se la puede considerar como manifestación de los intereses económicos de la burguesía peninsular, que, en competencia con Francia e Inglaterra, quería ampliar su mercado. El escudo de la nueva nación era el de España y Portugal unidos, y la bandera constaba de cuatro colores: blanco, azul, rojo y amarillo. En 1853 se reimprimió en Madrid al mismo tiempo que sus Obras literarias. Participó en 1864 en la firma del primer tratado entre España y China. Fue condecorado con la Orden de Carlos III. Falleció en Madrid el 24 de noviembre de 1868.
De Mas escribió también L'Angleterre, la Chine et l'Inde, París, 1857, y La Chine et les puissances chrétiennes, París, 1861, libros muy documentados que recomiendan aumentar el comercio y dividir China para su mejor explotación comercial por los países europeos. Volviendo a su afición por la caligrafía, publicó en París Cartilla, 1858 y, en colaboración con Jerónimo Canals, Arte de escribir en letra española, 1860; con W. Norriat escribió Arte de escribir letra inglesa, 1860. Manuel Ovilo y Otero escribe también que es autor de Colección de despachos diplomáticos. Son sus comunicaciones dirigidas al gobierno. La primera versa sobre Grecia; otra sobre Suez; otra de Moka; otra de Calcuta. También de una Noticia estadística y mercantil de Shanghay, de Ningpó, de Intérprete del viajero en Oriente, de Estado de las islas Filipinas, 1845 y de Memoria sobre las rentas públicas de Filipinas y los medios de aumentarlas.

## Obras
- Veinticuatro poemas líricos, Barcelona, 1831.
- Aristodemo, Barcelona, 1831, drama.
- Nicea, drama.
- Sistema musical de la lengua castellana (Barcelona, 1832). Segunda edición en 1852; en su tercera edición incluyó un Apéndice.
- Obras literarias de Sinibaldo de Mas y Sans, Madrid: M. Rivadeneyra, 1844.
- La Iberia. Memoria sobre la conveniencia de la unión pacífica y legal de Portugal y España. Lisboa, 1851.
- Informe sobre el estado de las islas Filipinas, Madrid, 1842 y 1843; reimpresa la primera modernamente: Informe Secreto de Sinibaldo de Mas / Secret Report of Sinibaldo de Mas. Spanish original with an English, translation by Dr. Carlos Botor; rev. by Alfonso Felix, Jr.; and an introduction and notes by Juan Palazon. Manila: Historical Conservation Society, 1963.
- L'Ideographie. Mémoire sur la possibilité et la facilité de former une écriture générale au moyen de laquelle tous les peuples de la terre puissent s'entendre mutuellement, Macao, 1844.
- Pot-pourri literario, Manila, Impr. Manuel Sánchez, 1845.
- L'Angleterre, la Chine et l'Inde, París, 1857.
- La Chine et les puissances chrétiennes, París, 1861, 2 vols.
- Cartilla, París, 1858
- Con Jerónimo Canals, Arte de escribir en letra española, 1860.
- Con W. Norriat, Arte de escribir letra inglesa, 1860.